# Europska Rusija
Europska Rusija odnosi se na zapadni dio Ruske Federacije, koji se nalazi na europskom kontinentu i pokriva površinu od 3,960,000 km ² ili oko 40 posto same Europe. 
Istočnu granicu prema azijskom dijelu zemlje čine: gorje Ural, rijeka Ural i granica s Kazahstanom, čiji krajnje zapadni i vrlo mali dio pripada Europi.
Europski dio Rusije je više od 3 puta manji od azijskog, ali u njemu živi 78 posto stanovništva Rusije (113 milijuna stanovnika prema popisu iz 2002.), pa je i gustoća viša od državnog prosjeka (gustoća 27 st./km ²). Tu se nalaze i dva najveća i najvažnija grada u državi, Moskva i Sankt Peterburg.
Ovom pojmu je blizak povijesni pojam "Europske Rusije", koji se koristio u Ruskom Carstvu za označavanje svih područja naseljenim Istočnim Slavenima pod upravom Carstva, obuhvaćajući i današnju Bjelorusiju i veći dio Ukrajine.